# Vilanova de Bellpuig
Vilanova de Bellpuig là một đô thị trong tỉnh Lérida, cộng đồng tự trị quần đảo Canary Tây Ban Nha. Đô thị Vilanova de Bellpuig có diện tích là 13,8 ki-lô-mét vuông, dân số năm 2009 là 1194 người với mật độ 86,5 người/km². Đô thị Vilanova de Bellpuig có cự ly km so với tỉnh lỵ Lérida.